# 白幡古墳群
白幡古墳群（しらはたこふんぐん）は、埼玉県さいたま市南区にある古墳群。

## 概要
旧入間川流路跡付近に点在する古墳群のひとつであり、白幡沼周辺はかつて旧入間川の流路であった。上流部には土合古墳群などがある。
1979年(昭和54年)、埼玉県立浦和商業高等学校の体育館建設工事に伴う白幡本宿遺跡（戦国時代の遺跡）の発掘調査で、古墳址4基（白幡1号墳〜4号墳）が発見され古墳群の存在が明らかにされた。1988年(昭和63年)の調査でも新たに2基の古墳址（5号墳、6号墳）が発掘されている。